# Carlo De Stefani (antifascista)
Carlo De Stefani (Trento, 13 ottobre 1900 – Trento, 1971) è stato un politico e antifascista italiano.

## Biografia
Dopo aver conseguito la maturità al Liceo classico Giovanni Prati di Trento, 
si laurea in scienze sociali e politiche a Firenze e affianca al lavoro di giornalista un'attività politica militante come antifascista. Iscritto al PSI nel 1918, aderì al PCI nel 1921. Arrestato nel 1930 per organizzazione comunista, fu condannato dal Tribunale speciale per la difesa dello Stato a due anni di reclusione, in isolamento. Espiata la pena, fu sottoposto a libertà vigilata, quindi nel 1937 espatriò clandestinamente a Parigi. 
Negli stessi anni, in seguito alle "purghe di Stalin" (1937-1938), uscì dal partito comunista e continuò a militare nell'area della sinistra socialista, (PSI e PSIUP).

Dal maggio 1945, fu esponente di sinistra della Commissione giustizia del CLN trentino, con Remo Defant, che fu suo amico e collaboratore nell'impostazione teorico-giuridica dell'ASAR.